# 항생제

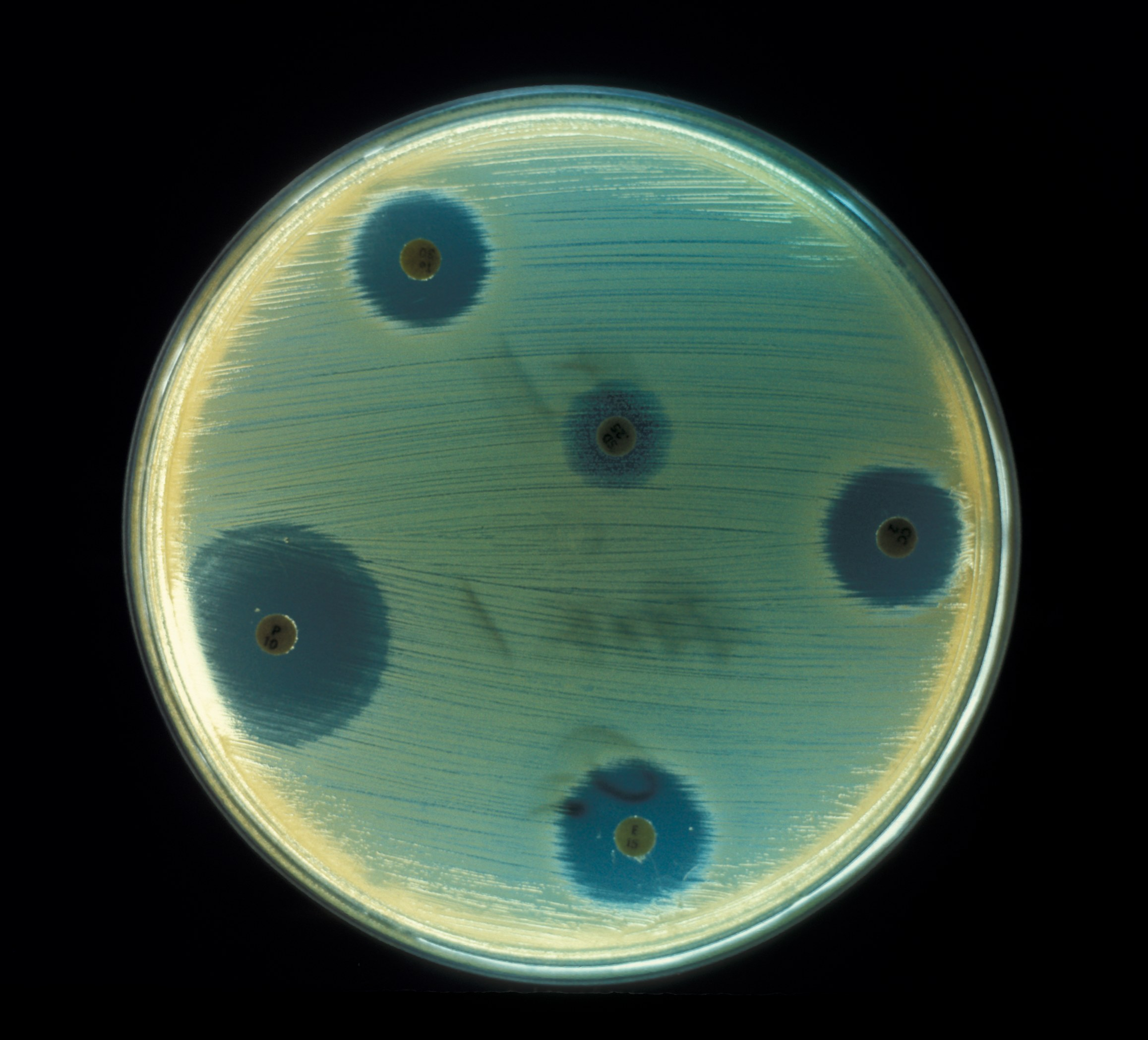
항생제 주위로는 미생물이 번식하지 못한다.

항생제(영어: antibiotic) 또는 항균제 또는 항생물질(抗生物質)은 "미생물이 생산하였고 다른 미생물의 성장과 증식을 억제하는 물질"이라고 정의된다. 병원성 박테리아 감염의 치료 및 예방에 사용되는 항균제 약물이다. 통속적으로 항바이러스제와 혼동될 수도 있지만 잘못된 것이다. 이러한 물질로 만든 약을 항생제 또는 일상적으로 마이신(mycin)이라고 부른다. 항생제는 감기나 인플루엔자와 같은 바이러스에 효과적이지 않다. 바이러스를 억제하는 약물은 항생제가 아닌 항바이러스 약물 또는 항바이러스제라고 한다.
처음에는 곰팡이 또는 토양 미생물이 자연적으로 만들어 낸 것을 이용했으나, 현재는 구조를 약간 바꾼 반합성, 또는 완전히 새로운 합성 항생제도 많이 개발되어 사용되고 있다. 주로 결핵치료에 쓰이는 방선균(放線菌)의 하나인 스트렙토미세스속(屬)에서 분리한 항생 물질인 스트렙토마이신(streptomycin)에서 유래하여 '마이신'(mycin)으로 약칭하기도 하지만, 정확한 표현은 아니다. 영어 어원인 antibiotics는, 반대/저항이라는 뜻의 anti와 삶/살아있는 것을 뜻하는 bio의 결합으로, 미생물을 죽인다 혹은 저항한다는 뜻이다.
참고로, 항균제(antimicrobia)와 항생제(antibiotics)도 구별할 수 있다. 항균제는 비누와 소독제에 사용되며, 항생제는 의약품으로 사용된다.

## 기원
숙주인 사람에게는 해롭지 않고 병원체에게만 큰 손상(injury)을 미치는 물질로 감염병 환자를 치료하는 것을 화학요법이라고 한다. 그러나 이러한 요법이 실시된 것은 화학요법이란 말이 생기기보다 아득한 옛날이다. 즉 조충(tapeworm) 치료에 고사리의 일종인 malferin을, 회충증에는 santonin을, 말라리아에는 quinine을, 아메바감염증에는 emetine을 사용한 역사는 미생물학의 역사보다는 월등하게 앞선다.
전염병의 원인이 미생물에 의해 생긴다는 것이 로베르트 코흐와 루이 파스퇴르에 의해 알려지면서, 사람들은 병을 치료하기 위해 미생물을 죽이는 물질을 찾기 시작했다.
근대 화학요법은 파울 에를리히로부터 시작되었다고 해도 과언이 아니다. 에를리히는 조직염색표본에서 원충이 특이하게 염색된다는 사실로부터 염색약품이 원충과 특이한 친화성(affinity), 즉 선택독성이 있다는 사실에 착안하여 염료가 치료에 사용될 수 있으리라는 생각으로 염료를 연구하여 끝내는 1909년에 염료는 아니지만 살바르산(salvarsan)을 만들어 근대 화학요법의 선구자가 되었다.
최초의 항생제로서 매독 치료제인 살바르산은 세균 성장을 억제하는 작용을 한다. 또한, 페니실린은 최초로 만들어진 미생물을 직접 파괴하는 종류의 항생제이다.

## 작용

### 항균 방식
항생제는 종류에 따라 살균 작용과 정균 작용을 수행한다. 살균 작용(bactericidal effect)은 미생물을 직접 죽이는 것이고, 정균 작용(bacteriostatic effect)은 미생물이 더 이상 번식하지 못하도록 억제하는 것이다. 정균 항생제를 사용하는 경우 미생물은 결국 식균작용이나 항체 등 숙주의 방어기전에 의해 제거된다.

### 작용 범위
항생제마다 항균 스펙트럼이 다르다. 광범위항생제(broad spectrum antibiotic)는 다양한 그람양성균과 그람음성균에 효과를 나타내는 반면, 특정한 종류 미생물에 대해서만 효과를 나타내는 좁은범위항생제(narrow spectrum antibiotic)도 존재한다.

### 작용 기전
인체 감염을 치료하기 위해 항생물질을 이용하려면, 항생물질이 선택적 독성을 가져 병원체에 손상을 입히면서도 인간 세포에는 영향을 미치지 않아야 한다. 세균 등 원핵생물을 표적으로 하는 항생물질을 찾기는 비교적 쉬운데, 원핵생물과 진핵생물의 구조적·기능적 특징이 상당히 다르기 때문이다. 반면 곰팡이나 원생생물, 기생충처럼 진핵세포로 이루어진 병원체를 표적으로 하는 항생물질은 개발하기가 한결 어렵고 따라서 그 종류도 다소 한정적이다.

#### 원핵세포와 항생물질
세균을 표적으로 하는 항생물질의 작용 기전과 그 대표적인 예시를 나열하면 다음과 같다.
- 세포벽 합성 억제 : 진핵생물과 달리 원핵생물의 세포는 세포막뿐만 아니라 펩티도글리칸으로 이루어진 세포벽을 갖는다. 따라서 세포벽은 세균에 대한 항생물질의 이상적인 표적이 된다. 페니실린, 세팔로스포린, 카바페넴, 모노박탐 등 베타-락탐 계열 항생제는 펩티도글리칸의 교차결합을 억제하여 세포벽 합성을 저해한다. 반코마이신 등 당펩티드 항생제 역세 세포벽을 표적으로 하는 항생물질에 해당한다.
- 단백질 합성 억제 : 80S 리보솜을 갖는 진핵생물과 달리 원핵생물은 70S 리보솜을 갖는다. 리보솜의 구조적 특징이 다르기 때문에, 세균의 리보솜에 작용하여 단백질 합성을 억제하는 항생물질은 선택적 독성을 나타낼 수 있다. 하지만 진핵생물의 중요한 세포 소기관인 미토콘드리아 역시 70S 리보솜을 갖기 때문에, 숙주세포에 유해한 부작용이 발생할 가능성을 배제할 수 없다. 대표적인 항생물질을 나열하면 다음과 같다.
  - 아미노글리코사이드 계열 항생제 : 30S 소단위체가 mRNA를 인식하는 과정을 방해함으로써 살균작용을 나타낸다. 스트렙토마이신, 네오마이신, 아미카신, 카나마이신, 젠타마이신 등이 있다.
  - 테트라사이클린 계열 항생제 : 30S 소단위체가 tRNA와 결합하는 과정을 억제한다. 테트라사이클린, 독시사이클린, 티게사이클린 등이 여기에 해당한다.
  - 마크로라이드 계열 항생제 : 50S 소단위체의 23S rRNA에 결합하여 정균작용을 나타낸다. 합성 중인 폴리펩타이드 사슬이 리보솜으로부터 일찍 떨어져 나가도록 하거나 50S 소단위체의 조립을 방해하는 등 다양한 방식으로 단백질 합성을 억제하는 것으로 알려져 있다.[9] 에리트로마이신, 아지트로마이신, 클래리트로마이신 등이 있다.
  - 린코사마이드 계열 항생제 : 50S 소단위체에 결합하여 단백질 합성의 개시를 방해함으로써 정균작용을 나타낸다. 클린다마이신이 대표적이다.
  - 옥사졸리디논 계열 항생제 : 반코마이신 내성균에 대응하기 위해 개발된 항생제로, 50S 소단위체에 작용하여 30S 소단위체와 결합하는 것을 억제한다. 리네졸리드가 대표적이다.
  - 클로람페니콜 : 50S 소단위체의 23S rRNA에 결합하여 새로운 펩타이드 결합이 형성되는 것을 억제한다.
- 핵산 합성 억제 : 리팜핀 등 리파마이신 계열 항생제는 세균의 RNA 중합효소에 작용하여 mRNA 합성을 억제하며, 시프로플록사신, 레보플록사신, 목시플록사신 등 퀴놀론 계열 항생제는 DNA 합성에 필요한 국소이성화효소의 작용을 억제한다.
- 세포대사 억제 : 사람과 달리 세균은 필수적인 영양소인 엽산을 합성하기 위해 파라아미노벤조산을 필요로 한다. 술폰아미드 약물은 파라아미노벤조산을 엽산으로 전환하는 데 관여하는 효소의 경쟁적 억제제로 작용하여 정균작용을 나타낸다. 트리메소프림/술파메톡사졸의 조합이 대표적이다.
- 세포막 변경·파괴 : 폴리믹신 B와 콜리스틴은 세균의 세포막 투과성을 변화시킴으로써 살균작용을 나타낸다.

#### 진핵세포와 항생물질
많은 항생제는 진핵세포 생물에게도 작용할 수 있다. 이러한 항생제는 곰팡이로 인한 질병 또는 암에 대해 강력한 효과를 발휘할 수 있으나, 사람 또한 진핵세포 생물이므로 이 항생제에 의해 피해를 입을 수 있다. 항암성 항생제에 대해서는 화학요법계열의 안트라사이클린 항목을 참고하기 바란다.

## 항생물질에 대한 내성
항생제는 자연적으로 존재하던 것이었으므로, 이에 대한 저항성이 있을 것이란 것은 쉽게 예측 가능하다. 현재는 항생제 내성이 있는 미생물이 매우 많다. 이러한 미생물을 내성균이라 하며, 병의 치료 및 원내 감염이라고 불리는 상황에서 어려움을 주고 있다.
내성균의 비율은 자연적으로는 그리 많지 않았다. 그러나 페니실린의 개발 후 많은 사용에 따라 내성균의 비율이 크게 증가하였고, 이에 따라 페니실린만이 아닌 메티실린 등의 다른 항생물질이 필요하게 되었다. 또, 대체 항생물질에 내성을 가지는 슈퍼 박테리아가 발생되어 그 위험이 많이 증가하고 있다.

### 항생제 남용
| “ | 항생제 사용에 첫 번째 규칙은 그것을 사용하지 않는 것이고, 두 번째 규칙은 되도록 이면 그것들을 많이 사용하지 않는 것이다. | ” |
|   | — Paul L. Marino, The ICU Book                                                                                           |   |

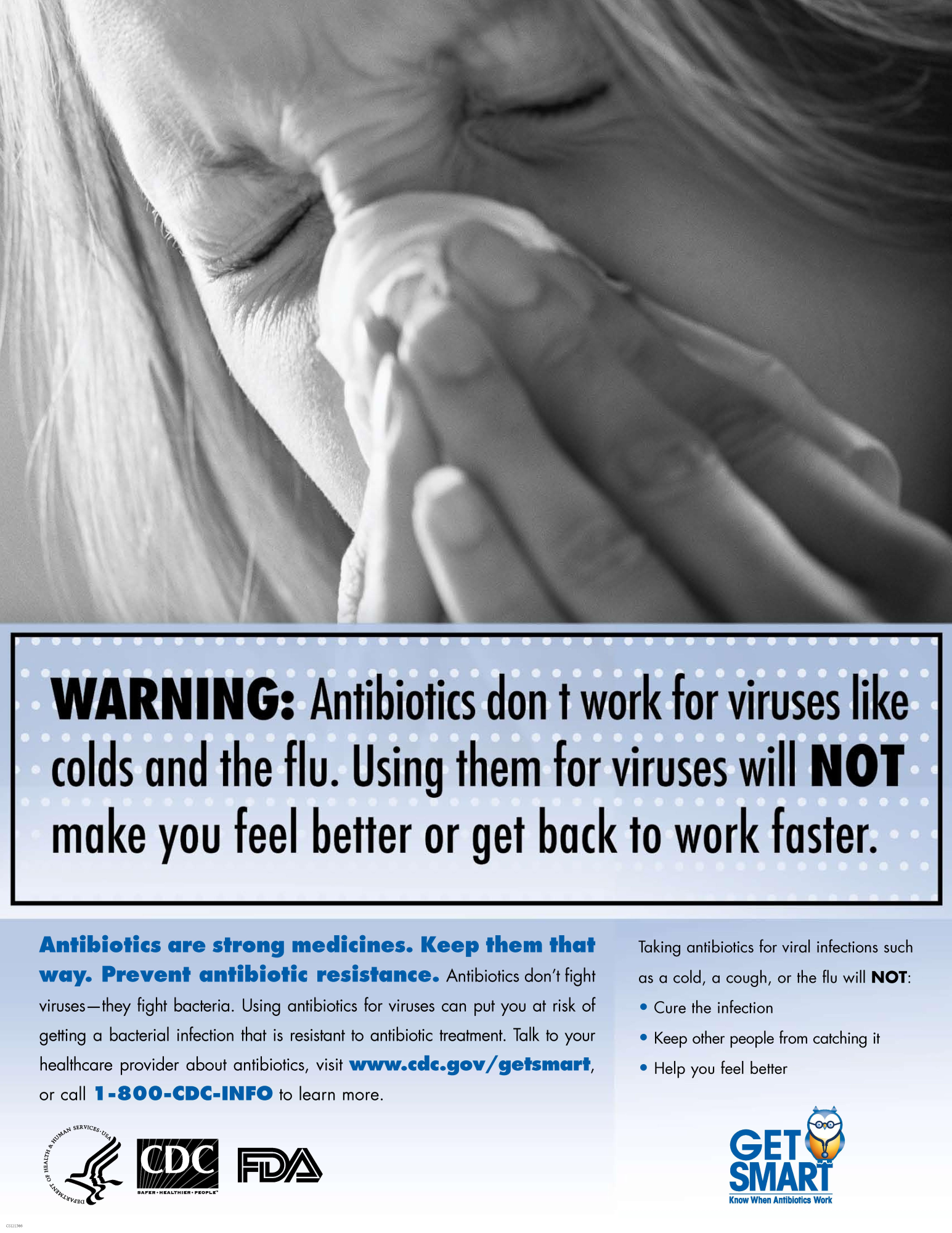
이 포스터는 미국의 병원 진료소에 있는 것이다. 바이러스성 질환에는 항생제가 전혀 도움이 되지 않는 다는 것을 일깨우기 위한 목적으로 디자인 되었다.

부적절한 항생제 처방과 항생제의 과용은 항생제 내성 균들의 출현을 가속시켰다. 의료 지식을 갖추지 못한 일반인들 스스로가 처방하는 것과 농업에서 성장 촉진제로서 항생제를 사용하는 것은 더욱 더 문제를 악화시켰다.
더욱이 항생제는 그 사용상의 안정성이 보장되지 못한 상태에서 종종 처방되기도 하며, 때로는 환자에 맞지 않는 약이 처방될 때도 있다. 몇몇 경우에서는 굳이 항생제를 사용할 필요가 없는 상황에서도 처방되기도 한다. 1950년대에 들어서면서, 기적의 치료약으로 불리던 페니실린(penicillin)과 에리스로마이신(erythromycin)에 대한 내성이 모습을 드러냈다. 병원에서 치료 목적으로 광범위하게 항생제를 사용한 것 역시 다양한 항생제에 내성을 가진 세균(antibiotic-resistant bacteria)들이 등장하는 데에 일조했다.
여행자들이 예방 목적으로 사용하는 항생제를 포함하여 항생제를 오용하고 있는 경우는 대개 환자의 몸무게와 이전에 환자가 사용한 항생제들을 고려하지 못한 데에서 비롯한다. 두 변수 모두 항생제 처방 효과에 중대한 영향을 미치기 때문이다. 다른 오용의 경우, 처방자가 내린 투약 지시를 정확하게 따르지 않아 생기는데, 예를 들어 8시간마다 복용한다고 할 때 그냥 하루에 세 번 투약하는 것을 들 수 있다. 또 처방된 약을 끝까지 다 복용하지 않고, 중간에 투약을 중단하는 것도 문제가 된다. 이러한 습관은 항생제 내성 세균의 등장을 가속한다. 부적절한 처방 역시 문제가 된다. 그 대표적인 예로, 일반적인 감기와 같은 바이러스 감염으로 인한 질환에 아무 효과 없는 항생제를 사용하는 것이다. 호흡계 감염성 질환에 대한 한 연구는 의사들이 항생제 처방을 원하는 환자에게 더 많은 항생제 처방을 한다고 발표했다. 처방 받은 환자들 4명 중 1명 만이 실제적으로 항생제가 필요한 환자였다고 한다. 다원적인 항생제 사용 감시 체제는 오남용을 막기 위해 환자와 의사 모두에게 적용된다.
다양한 연관 기구들이 규제 풍조의 강화를 위한 로비 활동을 하고 있다. 미국에서는 항생제의 오남용에 대한 지속적인 관심 촉구를 위해 항생제 내성 대비 통합 테스크 포스 (Integracy Task Force on Antimicrobial Resistance)팀이 만들어졌으며 미국 질병 예방 관리 본부(US Centers for Disease Control and Prevention)와 식약청(FDA), 국립 보건원(NIH)와 협력하고 있다. NGO 단체들도 꾸준히 캠페인 활동을 하고 있다. 프랑스에서는 “항생제는 만병통치약이 아닙니다.”(“Antibiotics are not automatic”)라는 캠페인이 2002년에 시작되어, 불필요한 항생제의 사용을 획기적으로 줄였다. 영국의 병원 진료소에는 NHS가 제작한 포스터가 붙어 있는데 ‘항생제는 당신의 감기를 낫게 할 수 없을 겁니다’ 라고 쓰여있다. 이것은 바이러스 감염에 항생제를 처방해야 된다는 환자들의 무지를 일깨워 주는데 도움이 되었다. 대한민국에서는 법원이 항생제의 과 처방 병원 명단을 공개하라는 판결을 내려 항생제 오남용의 비율이 상당히 줄어들었으며 국민들의 인식도 크게 개선되었다.
동물의 성장 촉진제로서 항생제를 사용하여 결국 항생제 내성 균이 발생함에 따라 1970년 영국에서는 그것을 금지시켰다.(Swann report 1969). 현재 유럽 연합은 광범위하게 성장 촉진제로서의 항생제 사용을 금지하고 있다. 미국에서는 70% 이상의 항생제가 병이 없는 가축(소, 돼지, 닭)에게 사료와 함께 투여되는 것으로 추정된다. 가축에 사용된 항생제는 Salmonella spp, Campylobacter spp, Escherichia coli and Enterococcus spp 등의 내성 균주들의 출현에 기여했다. 미국과 유럽에서 나온 연구 결과에 따르면 이렇게 발생한 내성 균주들이 인간을 감염시킬 수 있으며, 기존에 처방 되던 항생제로는 치료가 불가능하다고 한다. 이런 문제들 때문에 일부 조직들 (The American Society for Microbiology (ASM), American Public Health Association (APHA) and the American Medical Association (AMA))이 축산물을 포함한 비치료 목적의 항생제 사용의 금지를 요청하고 있다. 하지만 법제화에는 몇 가지 이해관계에서 비롯된 난관이 존재하여 계속 미루어지고 있다. 특히 항생제를 파는 사업체들의 불만도 많으며 축산물에 대한 항생제 사용과 치료 불가능한 세균성 질병의 출현 사이의 직접적인 관계를 파악하는데 시간이 많이 걸린다. 대한민국에서도 가축용 사료에 대한 항생제 사용이 2011년 7월부터 전면 금지되었다.

## 항생제 대체 요법

### 다중 내성 세균의 처리법
다중 내성 세균(MDRO; Multi-drug-resistant organisms)이란 일반적으로 기존의 항생제 처방으로 죽일 수 없는 세균을 의미한다. 이처럼 항생제가 무용지물이 되는 상황이 발생하기 때문에 항생제를 대체할 수 있는 방법이 필요하다.

### 내성-변조 약물
내성-변조 약물(RESISTANCE MODIFYING AGENTS)에 대한 설명이다. 내성균에 맞서는 한 가지 방법으로 근래에 개발되고 있는 기술 중 하나는 다음과 같은 원리에 근거한다. 다중 내성 세균 자체를 약물학적인 방법을 통해 다시 항생제에 영향을 받도록 하는 것이다. 일반적으로 아래의 것들이 이러한 약물의 목표가 되고 있다.
- Efflux inhibition; Efflux mechanism-세균이 외부물질을 체외로 배설하는 메커니즘이다. Efflux inhibition은 이 Efflux 메커니즘을 방해해 항생제가 세균 바깥으로 빠져나가는 것을 막는다.
- Beta-Lactamase inhibitors; Beta-Lactamase는 페니실린과 같은 Beta-lactam계열의 항생제들을 소화시키는 효소이다. 이 효소를 억제 하므로 인해 다시금 세균은 Beta-lactam 계열의 항생제에 감수성을 나타내게 된다.

### 파지 테라피
세균을 감염시킬 수 있는 바이러스인 파지를 이용하는 방법이 파지 테라피(Phage Therapy)이다. 파지는 세균에게 있어서 생태학적 동반자인데, 다양한 환경에 존재하는 세균의 개체 수를 통제해주는 역할을 한다. 이 치료법은 1920년대 미국과 동·서 유럽에서 인간에게 실제로 사용되었다. 이 때의 성공적인 치료는 사실 일회적인 것이었다. 신약의 효용성을 판단하는데 사용되는 엄격한 과학적 연구에서는 파지 테라피가 매우 제한적이라는 결론이 났다. 1940년대 페니실린이 발견된 이후, 미국과 유럽은 파지 테라피에 대한 연구를 포기했다. 그리고 세균 감염에 대한 대책으로 항생제 개발에 박차를 가했다. 하지만 구 소비에트 연방은 연구를 계속했고, 그루지야의 Eliava Institute of Bacteriophage, Microbiology & Virology에서 연구를 이어나갔다. 내성균의 등장에 따라, 다시금 서방 의학계에서는 파지 테라피에 대한 관심이 나타났다. 연구는 아직도 진행 중인데, 영국의 Intralytix, Novolytics, 인도의 Gangagen와 같은 회사와 대학 그리고 미국과 유럽의 다양한 재단이 파지 테라피에 대해 연구하고 있다. 하지만 유전자 변형에 대한 문제 때문에 연구에 제한이 가해지는 것이 걸림돌이 되고 있다. 아직까지 파지 테라피가 실재적인 효용을 가지기에는 많은 연구가 필요한 단계이다.

### 박테리오신
박테리오신은 세균에 의해 생성되어 다른 세균에 작용하는 물질을 말한다. 저분자 항생제의 대체재로 각광받으며 특이적 수용체에 흡착함으로 작용한다. 1입자가 1개의 세균을 죽일정도의 높은 향균성을 지니기도 한다.

### 영양분 차단
영양분 차단은 항생제를 대체 할 수 있다. 철분 공급의 제한은 인체 내에서 세균의 급증을 막는 한가지 수단이다. 체내에서 철분을 빼내가는 메커니즘은 병원균 사이에서 거의 공통적이다. 이러한 것을 이용해서, 많은 연구진들이 철분을 제거하는 새로운 킬레이트제를 만들고 있다. 이 킬레이트는 다른 병원균들이 사용할 철분을 미리 없애버리는 것이다. 다만 균에만 작용하는 영양분 차단은 내성이 생길 수 있으며, 숙주 세포가 양분 부족으로 죽을 수도 있다는 리스크를 가지고 있다.

## 생균제
생균제(probiotics)는 항생제의 대체재로 살아있는 생균 등을 섭취하여 병원균과 경쟁을 시켜 수를 줄일 수 있게 한다.

## 항생제의 독성
항생제는 몸 속 미생물의 번식 및 작용을 억제하는 역할을 하기 때문에 몸에 유익한 미생물과 해로운 미생물의 작용을 구분하지 않고 억제한다. 이와 같은 항생제의 작용은 수많은 미생물들과 공존하는 인체 또는 동물에게 악영향을 줄 수 있다. 실제로 최근 밝혀진 바에 따르면 항생제 투여가 대장에 사는 유익한 세균인 유산균을 죽이고, 해로운 대장균의 작용을 촉진하여 대장염 등의 장 질환을 유발한다는 결과도 있다.

## 같이 보기
- 안트라사이클린
- 베타-락탐계열 항생제
- 항균제
- MRSA
- 항진균제
- 항바이러스제
- 살균제